# سیدنی پین
سیدنی پین (انگلیسی: Sydney Payne؛ زادهٔ ۱۶ سپتامبر ۱۹۹۷) قایقران روئینگ زن اهل کانادا است.
وی در مسابقات کشوری و بین‌المللی در مجموع برندهٔ ۲ مدال طلا، ۱ مدال نقره شده‌است.